# Lectina

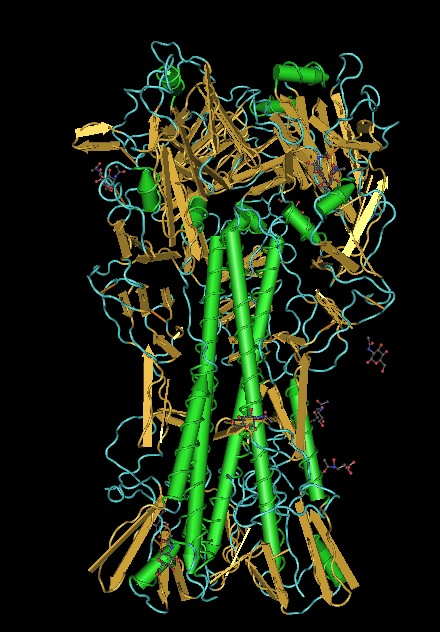
Hemaglutinina, una lectina vista en posición lateral.

Las lectinas son un tipo de  proteínas que se unen a azúcares con una elevada especificidad para cada tipo distinto. Su principal papel está en los fenómenos de reconocimiento, tanto a nivel molecular como celular. Por ejemplo, algunas bacterias utilizan lectinas para acoplarse a las células del organismo hospedador durante la infección.
No se deben confundir con las glicoproteínas: las lectinas reconocen carbohidratos, mientras que las glicoproteínas están formadas en parte por ellos. 

## Etimología
El nombre "lectina" procede de la palabra griega "lectos" que significa "delgado".

## Lectinas de origen vegetal
Se han aislado numerosas lectinas de plantas, siendo particularmente abundantes en las leguminosas. La lectina aislada de las semillas de Dolichos biflorus, por ejemplo, tiene aplicaciones médicas pues reacciona con intensidad sobre eritrocitos de tipo A1, permitiendo diferenciarlos de los de tipo A2.

### Riproximina
La riproximina pertenece al grupo de proteínas conocidas como lectinas y fue descubierta en Tanzania, cuando se observó la actividad antineoplásica de una planta. Es el principal componente de un preparado utilizado en la medicina tradicional africana para el tratamiento del cáncer.
La riproximina actúa con una alta especificidad reconociendo y actuando sobre ciertas células tumorales. La actividad antineoplásica se vio en una línea de células de leucemia y un efecto aun mayor en una línea celular de cáncer de próstata.

## Tipos
- Abrina
- BanLec
- Colectina
- Galectina
- Ricina
- Riproximina